# Kloster Mariae Magdalenae (Magdeburg)
Das Kloster Mariae Magdalenae war ein Kloster in der Magdeburger Altstadt. Seine Patronin war die heilige Maria Magdalena. 

## Lage

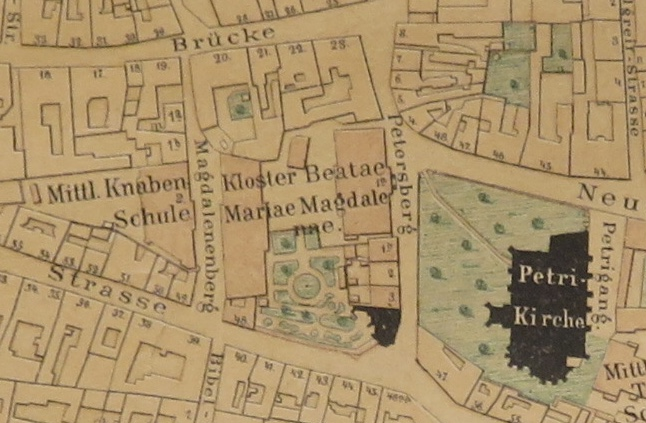
Bereich des Klosters auf einem Stadtplan von 1882

Das Kloster befand sich in der Nähe der noch heute bestehenden Magdalenenkapelle im östlichen Teil der Altstadt. Es nahm den von den Straßen Petersberg im Norden, Knochenhauerufer im Osten, Magdalenenberg im Süden und Stephansbrücke im Westen umfassten Bereich ein.

## Geschichte
Die Klostergründung für den Orden der Magdalenerinnen erfolgte um das Jahr 1230 durch Erzbischof Albrecht I. von Käfernburg, der das Kloster neben einem alten Turm der Burggrafenburg errichten ließ. Genutzt wurde das Kloster später von Augustiner-Eremitinnen.
Neben dem Kloster wurde im Jahr 1315 eine Fronleichnamskapelle, die heutige Magdalenenkapelle, errichtet. 1337 wurde dem Kloster das Patronat über die Kapelle übertragen. Für das Jahr 1424 und auch noch für 1438 ist überliefert, dass dem Kloster das Haus Zum Brocken (Stephansbrücke 23) gehörte. Vom Kloster aus führte ein Schwibbogen über die östlich liegende Straße Knochenhauerufer hinüber zur östlichen Stadtbefestigung, so dass die Bewohnerinnen von der Befestigung aus auf die Elbe sehen konnten.
Im Zuge der Reformation wandten sich die Nonnen 1524 der neuen evangelischen Lehre zu. Im Laufe des 16. Jahrhunderts und mit dem Fortschreiten der Reformation verließen die Nonnen das Kloster. Noch bis zum Jahr 1539 bestand eine gemeinsame Verwaltung mit dem Augustinerkloster. Die Anlage verfiel und ging dann in den Besitz der Stadt über. Bei der Erstürmung Magdeburgs im Dreißigjährigen Krieg am 10. Maijul. / 20. Mai 1631greg. wurden die verbliebenen Gebäude und die Klosterkirche erheblich beschädigt.
Beim Ausbruch der Pest 1680 wurde das ehemalige Kloster von der Stadt in der Pestordnung zum Sitz des Pestarztes bestimmt. Mit seinem Testament aus dem Jahr 1684 richtete Bürgermeister Stephan Lentke eine Stiftung ein, die Erträge des Hauses Zum weißen Bracken wohltätigen Zwecken zu kommen ließ. Hieraus erhielt auch das Kloster jeweils am 10. Mai eines Jahres, dem Jahrestag der Zerstörung der Stadt im Jahr 1631, eine Zuwendung. In den 1680er Jahren gehörten die Grundstücke Neustädter Straße 46 bis 48 zum Kloster.
1687 errichtete die Stadt Magdeburg im Kloster ein Frauenstift. Auch eine höhere Töchterschule befand sich zeitweilig in der Klosteranlage. Am 15. Juli 1705 wurde die Stiftung des Magdalenenklosters mit der Stiftung des nördlich gelegenen Kloster Sankt Augustini zusammengelegt, in welchem seit dem 7. März 1705 ein Zuchthaus untergebracht war.
Der Magdeburger Gouverneur Fürst Leopold von Anhalt-Dessau veranlasste 1722 die Einrichtung eines Lazaretts in der alten Klosterkirche, welches später zum Domplatz 6 verlegt wurde.
Im Jahr 1848 erfolgte der Abriss des historischen Klosterkomplexes. Andere Angaben geben als Zeitpunkt des Abrisses und Neubau das Jahr 1840 an. Ein weiteres Gebäude soll danach 1850 entstanden sein.
Zum Kloster gehörte ein auf dem Hof gelegener Klostergarten. Er ist Ursprung für den dort heute bestehenden Rosengarten.
Zuletzt diente das Kloster als Altersheim, in dem 50 Personen untergebracht waren. Beim Luftangriff auf Magdeburg am 16. Januar 1945 wurde der Komplex zerstört und später nicht wieder aufgebaut.